# كشك تراجان
كشك تراجان بناه الإمبراطور تراجان وهو ماركوس أليبيوس نيرفا تراينوس أغسطس ثاني الأباطرة الأنطونيين الرومان، ويطلق عليه عديد من المسميات مثل الكشك أو فراش فرعون.

## نبذة تاريخية عن الموقع
يقع جوسق تراجان على جزيرة فيلة، كانت في الماضى تشمخ صخورها أمام أسوان في النيل وتحتضن ونقوشها أسرار طابع الحضارات الثلاث المصرية واليونانية والرومانية وتنفرد الجزيرة بآثارها الرائعة مثل الجوسق ومعابدها الرائع لعبادة الإلهة إيزيس، نُقِلت آثار الجزيرة بالكامل بعد مشروع إنقاذ آثار النوبة إلى جزيرة أجليكا.

## الوصف المعماري
يقع الجوسق على الجنوب من معبد حتحور الذي يقع إلى الشرق من معبد إيزيس ويرى بعض الخبراء أن الهيكل نفسه قد يكون أقدم وربما يرجع تاريخه إلى الأمبراطور أغسطس. المبنى عبارة غرفة مستطيلة يحيط بها أربعة عشر عمودًا من الأعمدة ذات التيجان الجميلة المزخرفة بالنقوش والنباتات، وهذه الأعمدة عبارة عن ركائز طويلة تحمل عليها العوارض والأفاريز المجوفة ذات الحليات المعمارية، ولقد صممت الركائز بحيث يجرى نحتها بتحويلها إلى تيجان على شكل الجرس (السيستروم وهي آلة قرع أصبحت عنصر عبادة تمثيلى لحتحور) وعليها رؤوس حتحور، وكان الغرض من إقامة الجدران الستائرية بين الأعمدة هو زخرفتها بنقوش وزخارف منحوته وبارزة، الهيكل اليوم بلا سقف لكن توجد تجاويف داخل عتبات تشير إلى أن سقفه مصنوع من الخشب وقد بُني بالفعل في العصور القديمة حيث يمثل هذا المبنى مثالًا على مزيج غير عادى من الخشب والحجر في نفس الهيكل المعمارى.

## الرسوم الجدارية والنقوش
تظهر النقوش الإمبراطور تراجان يحرق البخور أمام أوزيريس وإيزيس ويقدم النبيذ لإيزيس وحتحور ويوجد بالجوسق أبواب واسعة على جانبيه الشرقي والغربي وباب أصغر في الجهة الشمالية وهذا التخطيط يرجع إلى القرن الثاني الميلادي وقت بنائه حين حضر الإمبراطور هادريان إلى مصر، ويعتبر الجوسق من أجمل مباني النوبة حيث أن مجموعة الأعمدة ذات التيجان غنية بالنحت والعارضة العلوية تعطي تأثيرًا رائعا للإضاءة التي تزيد من كونه فناء مفتوحًا للسماء والسقف المفتوح غير واضح سببه لكن ربما كان لنفس السبب للأورقة التي بنيت على غرار الأورقة في الحدائق الإيطالية كمكان بارد يجلس فيه في المساء، ربما بنى الكشك ليعطي نوعًا من الترويح عن النفس.